# یو ژووچنگ
یو ژووچنگ (انگلیسی: Yu Zhuocheng؛ زادهٔ ۷ دسامبر ۱۹۷۵) ورزشکار شیرجه اهل چین است.
وی در مسابقات کشوری و بین‌المللی در مجموع برندهٔ ۳ مدال طلا، ۲ مدال نقره شده‌است.